# Seti I
Menmaatra Sethy, o Seti I, hijo de Ramsés I y Sitra, fue el segundo faraón de la dinastía XIX; gobernó unos quince años, de c. 1294 a 1279 a. C. En otras cronologías el reinado se estima entre los años 1318 a. C. -1304 a. C., o entre  el 1305 a. C. - 1289 a. C.
El nombre Seti significa "de Set", lo que indica que estaba consagrado al dios Set (también denominado "Sutekh" o "Seth"). Como ocurre con la mayoría de los faraones, Seti tenía varios nombres. Tras su ascensión, tomó el pronombre "mn-m3't-r'", generalmente vocalizado en egipcio como Menmaatre (Establecida es la Justicia de Re). Su nomen, o nombre de nacimiento, más conocido, se transcribe como "sty mry-n-ptḥ" o Sety Merenptah, que significa "Hombre de Set, amado de Ptah". Manetón lo consideró incorrectamente como el fundador de la XIX Dinastía y le dio una duración de reinado de 55 años, aunque nunca se ha encontrado evidencia de un reinado tan largo.

## Orígenes
Fue militar, como su padre, nacido en la región del delta del Nilo, en la zona de Avaris. Su nombre proviene de Seth, el dios de la guerra, de las armas y del ejército, al que Seti I sirvió como sacerdote antes de ser soldado.
No se sabe mucho de la juventud de Seti I, mas sí sobre su reinado. Al convertirse su padre en visir de Horemheb y más tarde en faraón, fue pronto asociado al trono, pero ya por entonces era de edad madura. En su primer año de gobierno en solitario, se lanzó a la temeraria conquista de Palestina, Siria y Fenicia, que habían logrado su independencia durante el reinado de Ajenatón o habían sido conquistadas por los temibles hititas, tradicionales enemigos de Egipto. Las campañas de Seti por el sur de estos territorios fueron un rotundo éxito, sin igual desde los tiempos de Tutmosis III y Amenhotep II, pero no se atrevió a ir más al norte por el avance del dominio hitita.

## Reinado
Al subir al trono, Seti ya era un padre de familia, y su esposa de toda la vida, Tuya, no fue ascendida al rango de Gran Esposa Real hasta la muerte de este. Se ha supuesto que Seti I fue marido de la oscura Tanedyemy, una reina de comienzos de la dinastía, de la que desconocemos su filiación, pero que probablemente fuera la hija de Horemheb y el lazo de unión entre las dinastías XVIII y XIX, lo que daba legitimidad al reinado de la nueva dinastía y lo que explica que su esposa Tuya, no fuese ascendida a Gran Esposa Real hasta su muerte.
Horemheb, Ramsés I y Seti I debieron pacificar y reordenar Egipto, siendo otra de sus conquistas dominar a los poderosos sacerdotes de Amón, que tras el fin de la revolución de Akenatón habían vuelto a ser demasiado poderosos. Un éxito en esta batalla silenciosa fue el impedir que los hijos heredasen el cargo. Al mismo tiempo, se potenció el culto a los demás dioses tradicionales (prohibiendo, por supuesto, mencionar al dios Atón), especialmente el dios Seth, de quien se hizo restaurar su templo en Avaris. Fue precisamente bajo Seti I cuando comenzó la verdadera persecución hacia el recuerdo de Akenatón, y su capital inconclusa, Ajetatón, comenzó a ser demolida.
Seti I explotó a gran escala las minas de oro de Nubia con el objetivo de fortalecer su tesoro y hacer viables sus proyectos de grandes construcciones. En principio fracasó en este objetivo al no encontrar agua en los nuevos pozos que mandó abrir en torno a la mina de Wadi-el Alaki, en la Baja  Nubia, obra que su hijo Ramsés II continuaría y finalmente conseguiría encontrar la capa de agua unos 12 codos por debajo de la anterior excavación. En la Alta Nubia, Seti I construyó una ciudad en Amara-Oeste, a unos 180 km al sur de Wadi-al-Alaki. Se cree que también construyó el templo de Amón en Djebel Barkal, cerca de Kereima.   
La dinastía XIX había nacido como una verdadera familia de reyes guerreros, de un claro origen militar. El sucesor de Seti, el futuro Ramsés II no sería una excepción, y fue debido a la inmensa fama que cobró este faraón que la memoria de Seti I nos ha llegado, inmerecidamente, algo disminuida. También la dinastía XIX, sobre todo en sus comienzos, fue una casa real que impulsó grandes construcciones, y solo los reinados relativamente cortos de Ramsés I y Seti I impidieron que pudieran terminarse colosales monumentos que más tarde se adjudicaría Ramsés II como propios. En cualquier caso, parece que Seti I murió pasados los 40 años de edad, probablemente debido a problemas cardiacos que le acompañaron toda su vida.

## Duración del reinado

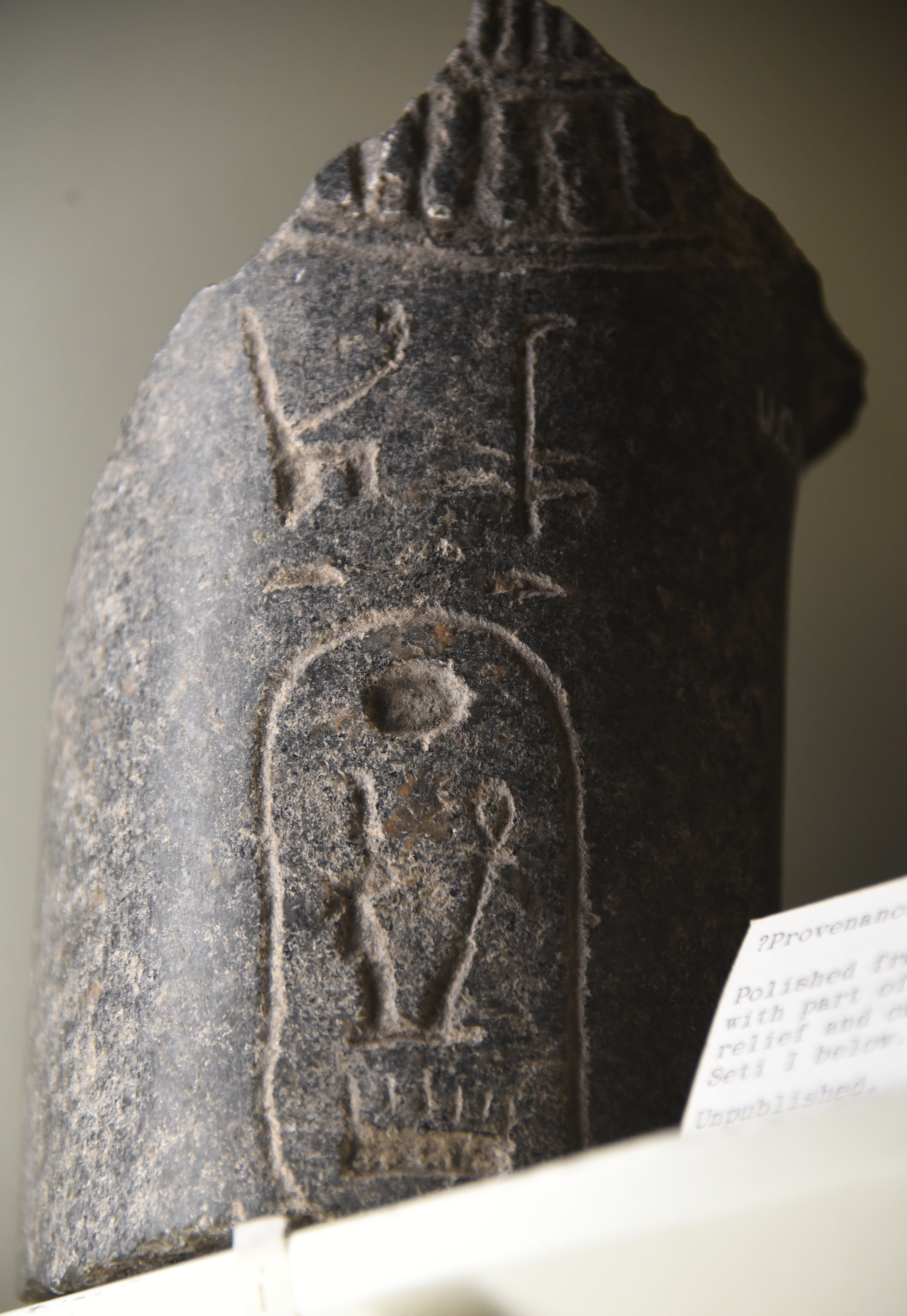
Fragmento de basalto. Parte de un collar, en relieve, se muestra junto con un cartucho de Seti I, XIX Dinastía. De Egipto. El Museo Petrie de Arqueología Egipcia, Londres

La duración del reinado de Seti I fue de 11 o 15 años completos. El egiptólogo Kenneth Kitchen ha estimado que fueron 15 años, pero no hay fechas registradas para Seti I después de su estela Gebel Barkal del año 11. Como por lo demás está bastante bien documentado en registros históricos, otros estudiosos sugieren que es poco probable que se produzca una interrupción continua en los registros de sus últimos cuatro años, aunque es técnicamente posible simplemente que aún no se hayan descubierto registros.

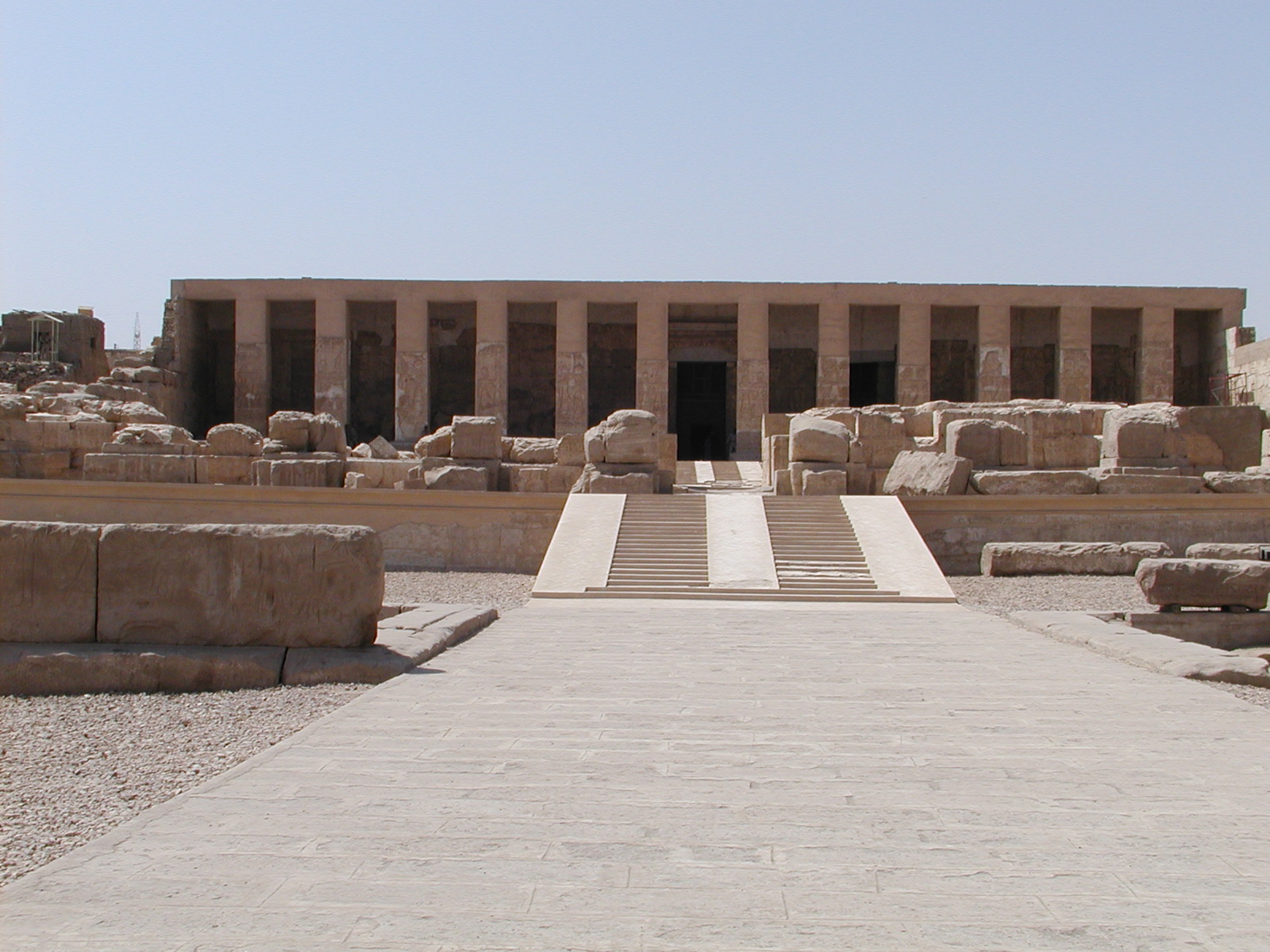
Templo de Seti I en Abydos

Peter J. Brand señaló que el rey abrió personalmente nuevas canteras de roca en Asuán para construir obeliscos y estatuas colosales en su Año 9. Este evento se conmemora en dos estelas de roca en Asuán. Sin embargo, la mayoría de los obeliscos y estatuas de Seti, como los de  Flaminia y  Luxor , solo estaban parcialmente terminados o decorados en el momento de su muerte, ya que se completaron a principios del reinado de su hijo según la evidencia epigráfica (llevaban la forma temprana de Ramsés II). prenombre real "Usermaatre"). Ramsés II utilizó el prenombre Usermaatre para referirse a sí mismo en su primer año y no adoptó la forma final de su título real "Usermaatre Setepenre" hasta finales de su segundo año.
Brand señala acertadamente que esta evidencia pone en duda la idea de un reinado de 15 años para Seti I y sugiere que "Seti murió después de un reinado de diez a once años" porque sólo habrían transcurrido dos años entre la apertura de las Canteras de Roca y la finalización parcial y decoración de estos monumentos. Esta explicación se ajusta mejor a la evidencia del estado inacabado de los monumentos de Seti I y al hecho de que Ramsés II tuvo que completar las decoraciones de "muchos de los monumentos inacabados de su padre, incluyendo la mitad sur de la Gran Sala Hipóstila en Karnak y partes de los templos de su padre en Gurnah y Abidos" durante el primer año de su propio reinado. Críticamente, Brand señala que la mayor de las dos estelas rocosas de Asuán afirma que Seti I "ha ordenado el encargo de multitud de obras para la fabricación de grandísimos obeliscos y grandes y maravillosas estatuas (es decir, colosos) en nombre de Su Majestad, L.P.H.". Hizo grandes barcazas para transportarlos, y tripulaciones de barcos a su altura para transportarlos desde la cantera". (KRI 74:12-14) Sin embargo, a pesar de esta promesa, Brand subraya que

hay pocos obeliscos y aparentemente ningún coloso inscrito para Seti. Ramesses II, sin embargo, pudo completar los dos obeliscos y los cuatro colosos sentados de Luxor en los primeros años de su reinado, los dos obeliscos en particular estaban parcialmente inscritos antes de que adoptara la forma final de su prenombre en algún momento de [su] año dos. Esta situación implica que Seti murió al cabo de diez u once años. Si hubiera gobernado hasta su decimocuarto o decimoquinto año, seguramente se habrían completado más de los obeliscos y colosos que encargó en [su] año nueve, en particular los de Luxor. Sin embargo, si de hecho murió tras poco más de una década en el trono, entonces habrían transcurrido como mucho dos años desde que se abrieron las canteras de Asuán en el año nueve, y sólo una parte de los grandes monolitos habrían estado terminados e inscritos a su muerte, mientras que otros acababan de salir de las canteras para que Ramsés pudiera decorarlos poco después de su ascensión. ... Ahora parece claro que un reinado largo, de catorce a quince años, de Seti I puede rechazarse por falta de pruebas. Más bien, un mandato de diez años, o más probablemente once, parece la hipótesis más probable.<

## Descendencia
Los descendientes de Seti I en su matrimonio con Tuya fueron:
- Nebchasetnebet (1305 a. C.-1289 a. C.), hijo de Tuya
- Amennefernebes
- Tia o Tiya (1307 a. C.-?)
- Henutmira o Henutmire, posiblemente hija de Tuya
- Ramsés II (c. 1300 a. C.-1213 a. C.), hijo de Tuya

### Entierro

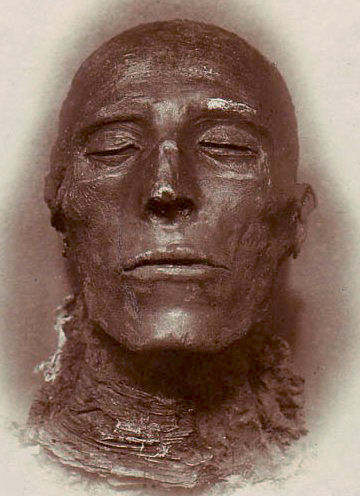
Momia de Seti I en el Museo Egipcio de El Cairo.

Seti murió hacia los 40 años, tras un reinado muy similar, incluso en duración, al de Tutmosis I, en torno a 13-16 años. Le sucedió su hijo Ramsés II, con el que había establecido una corregencia para asegurar la sucesión pacífica.
La momia de Seti, una de las mejor conservadas, fue encontrada en 1881 en el escondrijo de Deir el-Bahari y se conserva desde entonces en el Museo de El Cairo. Los estudios realizados sobre la momia no arrojan luz sobre los motivos de su temprana muerte, aunque se cree que sufría de una enfermedad vascular que provocaba el mal funcionamiento de su corazón. De hecho, este fue encontrado a la derecha de su cuerpo, por lo que se piensa que el faraón ordenó, que a su muerte, se lo pusieran en el lado opuesto para que funcionara correctamente en la siguiente vida. Aunque otros expertos opinan que este pudo haber sido un error de los momificadores.
La tumba de Seti (KV17) es una de las más grandes del Valle de los Reyes y una de las más bellas. Fue descubierta el 16 de octubre de 1817 por Belzoni. Su sarcófago, uno de los más hermosos hallados en Egipto, se encuentra actualmente en el Sir John Soane Museum, en Londres.

## Testimonios de su época
Erigió templos y su nombre figura en varios monumentos e inscripciones:

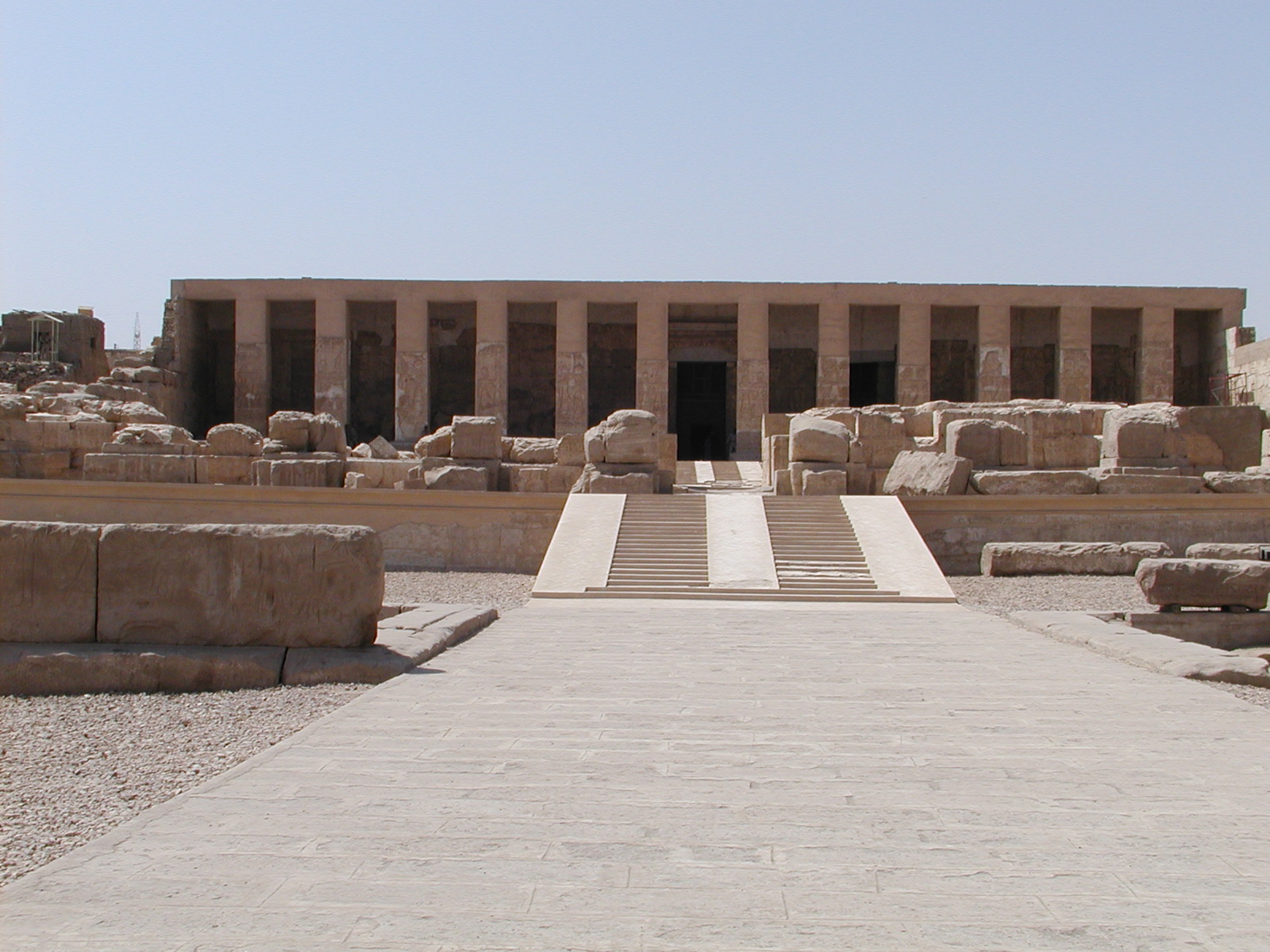
Templo de Sethy I en Abidos.

- Templo y cenotafio en Abidos (Frankfort 1933 - el cenotafio; Kitchen 1975:129 - 199 - inscripciones)[22]
- Edificios en el templo de Karnak, con una larga serie de escenas e inscripciones de las guerras del rey (Kitchen 1975:6 - 32)[22]
- Templo principal para el culto del rey, en Luxor, Tebas oeste (Petrie 1909:13 - 14, pl. XLIII-XLVI, Osing 1977)
- Bloques encontrados en Elefantina (Junge 1987:48 - 50)
- Mencionado en varias inscripciones cerca de Asuán (de Morgan 1894:20. 123-124; 28.5)
- Inscripciones en el Speos Artemidos (templo de Hatshepsut en Beni Hasan) (Kitchen 1975:41 - 44)
- Estela de calcita encontrada en Karnak (El Cairo CG 34501) (Kitchen 1975:38 - 39)
- Estatua en El Kab (El Kab 1940: pl. 33)
- Tumba en el valle de Jezrael, cerca de Nazareth, de un alto funcionario egipcio con el sello de Seti I encontrada en 2014.[25]

## Titulatura
| Titulatura | Jeroglífico | Transliteración (transcripción) - traducción - (referencias) |

| G5 |

| G5 |

| E2 · D40 | N28 | G17 | R19 | S29 | S34 | N17 · N17 |

| E2 · D40 | N28 | G17 | R19 | S29 | S34 | N17 · N17 |

| E2 · D40 | N28 | G17 | R19 | S29 | S34 | N17 · N17 |

| E2 · D40 | N28 | G17 | R19 | S29 | S34 | N17 · N17 |

| G5 |

| G5 |

| E2 · D40 | N28 | G17 | R19 | S29 | S34 | N17 · N17 |

| E2 · D40 | N28 | G17 | R19 | S29 | S34 | N17 · N17 |

| E2 · D40 | N28 | G17 | R19 | S29 | S34 | N17 · N17 |

| E2 · D40 | N28 | G17 | R19 | S29 | S34 | N17 · N17 |

| G16 |

| G16 |

| F25 | F31 | s | G43 | t · Z2ss | S42 | Aa1 · p · O39 · F23 | D46 · r | D44 · T10 · t | Z3 | Z3 | Z3 |

| F25 | F31 | s | G43 | t · Z2ss | S42 | Aa1 · p · O39 · F23 | D46 · r | D44 · T10 · t | Z3 | Z3 | Z3 |

| G16 |

| G16 |

| F25 | F31 | s | G43 | t · Z2ss | S42 | Aa1 · p · O39 · F23 | D46 · r | D44 · T10 · t | Z3 | Z3 | Z3 |

| F25 | F31 | s | G43 | t · Z2ss | S42 | Aa1 · p · O39 · F23 | D46 · r | D44 · T10 · t | Z3 | Z3 | Z3 |

| G8 |

| G8 |

| F25 | N28 · Z2s | wsr | s | r · D44 | T10 · T10 · T10 | m | N17 · N17 · N17 | V30 · Z2s |

| F25 | N28 · Z2s | wsr | s | r · D44 | T10 · T10 · T10 | m | N17 · N17 · N17 | V30 · Z2s |

| G8 |

| G8 |

| F25 | N28 · Z2s | wsr | s | r · D44 | T10 · T10 · T10 | m | N17 · N17 · N17 | V30 · Z2s |

| F25 | N28 · Z2s | wsr | s | r · D44 | T10 · T10 · T10 | m | N17 · N17 · N17 | V30 · Z2s |

| N5 | C10 | mn |

| N5 | C10 | mn |

| N5 | C10 | mn |

| N5 | C10 | mn |

| N5 | C10 | mn |

| N5 | C10 | mn |

| N5 | C10 | mn |

| N5 | C10 | mn |

| N5 | C10 | mn |

| N5 | C10 | mn |

| N5 | C10 | mn |

| N5 | C10 | mn |

| N5 | C10 | mn |

| N5 | C10 | mn |

| N5 | C10 | mn |

| N5 | C10 | mn |

| p · t | V28 | C7 | i | i | U7 · n |

| p · t | V28 | C7 | i | i | U7 · n |

| p · t | V28 | C7 | i | i | U7 · n |

| p · t | V28 | C7 | i | i | U7 · n |

| p · t | V28 | C7 | i | i | U7 · n |

| p · t | V28 | C7 | i | i | U7 · n |

| p · t | V28 | C7 | i | i | U7 · n |

| p · t | V28 | C7 | i | i | U7 · n |

| p · t | V28 | C7 | i | i | U7 · n |

| p · t | V28 | C7 | i | i | U7 · n |

| p · t | V28 | C7 | i | i | U7 · n |

| p · t | V28 | C7 | i | i | U7 · n |

| p · t | V28 | C7 | i | i | U7 · n |

| p · t | V28 | C7 | i | i | U7 · n |

| p · t | V28 | C7 | i | i | U7 · n |

| p · t | V28 | C7 | i | i | U7 · n |